# Chenango (Nueva York)
Chenango es un pueblo ubicado en el condado de Broome en el estado estadounidense de Nueva York. En el año 2000 tenía una población de 11.454 habitantes y una densidad poblacional de 130.4 personas por km².

## Geografía
Chenango se encuentra ubicado en las coordenadas 42°10′58″N 75°53′2″O / 42.18278, -75.88389.

## Demografía
Según la Oficina del Censo en 2000 los ingresos medios por hogar en la localidad eran de $47,342, y los ingresos medios por familia eran $54,381. Los hombres tenían unos ingresos medios de $39,290 frente a los $27,645 para las mujeres. La renta per cápita para la localidad era de $22,431. Alrededor del 6.2% de la población estaban por debajo del umbral de pobreza.